# Renwick (Neuseeland)
Renwick ist ein Ort im Marlborough District auf der Südinsel von Neuseeland.

## Namensherkunft
Ursprünglich „Upper Wairau“ genannt, erfolgte später die Umbenennung in „Renwick Town“ und danach in „Renwick“, dem heutigen Namen des Ortes, der ihm zu Ehren des Politikers und ortsansässigen Arzt Thomas Renwick benannt wurde.

## Geographie
Der Ort befindet sich rund 11 km westlich des Stadtzentrums von Blenheim und rund 4 km südlich des Wairau River. Der Ōpaoa River fließt nördlich und der Omaka River fließt südlich an dem Ort vorbei. Zwischen dem Fluss und dem Ort verläuft der New Zealand State Highway 63 von Blenheim kommend in westliche Richtung und schließt den Ort damit nach Süden hin im Wesentlichen ab. Nur ganz wenige Farmhäuser befinden sich auf der Südseite des Highways. An der Ostseite des Ortes zweigt der New Zealand State Highway 62 vom State Highway 63 in nördliche Richtung ab, macht im Ort einen Knick nach Westen, und am westlichen Ende des Ortes dann in einem weiteren Knick nach Norden in Richtung Havelock abzugehen.

## Bevölkerung
Zum Zensus des Jahres 2013 zählte der Ort 2118 Einwohner, 13,0 % mehr als zur Volkszählung im Jahr 2006.

## Wirtschaft
Renwick liegt im Zentrum des Weinbaugebiets von Marlborough. Das Gebiet ist besonders für Sauvignon Blanc bekannt, Weingüter wie Isabel Estate und Forrest Estate liegen in der Nähe des Ortes.

## Bildungswesen
Der Ort verfügt mit der Renwick School über eine Grundschule mit den Jahrgangsstufen 1 bis 8. Im Jahr 2017 besuchten 535 Schüler die Schule.